# Kicker (album)
Kicker è il secondo album in studio (il primo per una "major") della cantante statunitense Zella Day, pubblicato nel 2015.

## Tracce
1. Jerome – 3:32
2. High – 3:38
3. Ace of Hearts – 3:37
4. 1965 – 3:38
5. East of Eden – 3:06
6. Hypnotic – 2:56
7. Mustang Kids (featuring Baby E) – 3:02
8. The Outlaw Josey Wales – 3:08
9. Jameson – 3:08
10. Shadow Preachers – 2:37
11. Sweet Ophelia – 3:09
12. Compass – 3:13